# Валериан из Аббенцы
Валериан (377 — 457) — епископ Аббенцы, Зевгитана. Святой Католической церкви, священномученик, день памяти — 15 декабря.
Пострадал от ариан-вандалов, выбросивших восьмидесятилетнего прелата из дома на улицу за то, что тот отказался отдать им священные сосуды.
О нём сообщает Виктор Витенский в сочинении «История гонения в провинции Африка». Впервые память святого Валериана появляется в Малом римском мартирологе (VIII — начало IX веков).